# AKB48 17th 싱글 선발 총선거
《AKB48 17th 싱글 선발 총선거 ‘어머니께 걸고 진짜입니다’》(AKB48 17thシングル 選抜総選挙「母さんに誓って、ガチです」), 다른 이름 : 제2회 AKB48 선발 총선거)는 AKB48의 열일곱 번째 싱글의 선발 멤버 선거이다. 이 선거의 상위 21위까지의 멤버가 2010년 8월 18일 발매되는 〈ヘビーローテーション / 헤비로테이션〉의 선발 멤버가 됐다. 

## 개요
선거의 실시는 2010년 3월 25일에 요코하마 아레나에서 개최된 콘서트 “AKB48 満席祭り希望 賛否両論 / 만석 축제 희망 찬반 양론)”에서 AKB48 극장 지배인인 토카사키 토모노부로부터 발표됐다. 전년에 실시됐던 “AKB48 13th 싱글 선발 총선거”와 마찬가지로 선거 포스터가 만들어졌으며 AKB48 극장의 로비나 이동 복도 등에 게시됐다. 또, 정견 방송은 DMM.com이나 극장 공연 종료 후에 〈ポニーテールとシュシュ / 포니테일과 슈슈〉 극장반 악수회 장소인 마쿠하리 멧세에서도 방영됐다. 그 외에는 닛칸스포츠 예능면에서 4월 13일자부터 6월 8일자까지 매일 멤버 한 명과 연구생 · SKE48의 비선발 멤버 한 명을 다루는 형식으로 매니페스토가 연재됐다. 
2010년 5월 25일부터 6월 8일까지 투표가 행해졌으며 개표 이벤트는 6월 9일, 토쿠미츠 카즈오와 키사 아야코의 사회로 JCB홀에서 개최됐다. 당일의 개표 이벤트에서는 이 시점에서의 최신 싱글인 〈ポニーテールとシュシュ / 포니테일과 슈슈〉, 팀 드래곤 from AKB48에 의한 〈心の羽根 / 마음의 우근〉, SKE48의 〈ピノキオ軍 / 피노키오군〉의 선보인 후에 이번 선발 총선거에 대해서 개요를 설명하는 VTR이 상영됐으며 사회자 소개와 함께 후보자인 멤버 입장, 그리고 40위부터 개표 결과가 발표됐다. 이벤트 마지막에 개표 당일의 요약 영상이 나왔다(요약 영상의 BGM은 《SET LIST〜グレイテストソングス〜完全盤 / SET LIST ~그레이티스트 송스~ 완전반》에 첫 수록된 〈あなたがいてくれたから /너가 있어줬기 때문에〉의 첫 공개). 또한, 개표 이벤트는 일본 각지의 영화관에서도 동시 중계가 됐다. 
AKB48의 지명도나 인기가 전년도보다 대폭 상승한 것이나 당시 절대적으로 유리하다고 말했던 마에다 아츠코의 2연승을 오시마 유코가 막은 것, 자매 그룹의 멤버가 미디어 선발 들어가는 등에서 이 총선거의 결과는 다음날 이후의 각 미디어에서 대대적으로 보도됐다. 

## 선발 범위
제1회 선발 총선거와 마찬가지로 상위 21명이 선발 멤버로 선발되며 열일 곱번째 싱글의 타이틀 곡을 부르는 권리를 얻는다. 선발 멤버 중에 상위 12명은 ‘미디어 선발’이라고 불리며 방송 등 미디어에서의 신곡 프로모션에 우선적으로 참가할 수 있다. 
언더 걸즈의 인원수는 저번보다 더 늘어서 22 ~ 40위의 멤버가 담당한다. 

## 투표가 가능한 사람
- 〈ポニーテールとシュシュ / 포니테일과 슈슈〉통상반(초도 출하분) 구입자
- AKB48 공식 팬클럽 ‘柱の会→기둥회’ 회원
- AKB48 공식 휴대전화 ‘AKB48 Mobile’ 회원
- DMM.com ‘AKB48 Live!! ON DEMAND’ 월정액 회원
- SKE48 공식 휴대전화 ‘SKE48 Mobile’ 회원
  - 이번부터는 ‘SKE48 Mobile’ 회원에게도 투표 자격이 주어졌다.

## 후보자
소속 팀은 선거 개최 시점
- AKB48 - 총 63명
- SKE48 - 총 45→41명 (사퇴: 마츠시타 유이(팀S) / 졸업: 신카이 리나(연구생), 한다 아야네(연구생), 모리 사유키(연구생))

이상, 연구생을 포함한 총 108→104명

### AKB48
- 팀A[2]
  - 이와사 미사키, 오타 아이카, 오야 시즈카, 카타야마 하루카, 쿠라모치 아스카, 코지마 하루나, 사시하라 리노, 시노다 마리코, 타카조 아키, 타카하시 미나미, 나카가와 하루카, 나카타 치사토, 나카야 사야카, 마에다 아츠코, 마에다 아미, 마츠바라 나츠미
- 팀K
  - 아키모토 사야카, 이타노 토모미, 우치다 마유미, 우메다 아야카, 오시마 유코, 오노 에레나, 키쿠치 아야카, 타나베 미쿠, 나카츠카 토모미, 니토 모에노, 노나카 미사토, 후지에 레이나, 마츠이 사키코, 미네기시 미나미, 미야자와 사에, 요네자와 루미
- 팀B
  - 이시다 하루카, 오쿠 마나미, 카사이 토모미, 카시와기 유키, 키타하라 리에, 코바야시 카나, 코모리 미카, 사토 아미나, 사토 스미레, 사토 나츠키, 스즈키 마리야, 치카노 리나, 히라지마 나츠미, 마스다 유카, 미야자키 미호, 와타나베 마유
- 팀 연구생
  - 이시구로 아츠키、우에키 아사카, 오바 미나、키누모토 모모코, 사노 유리코, 시마자키 하루카, 시마다 하루카, 타카마츠 에리, 타케우치 미유, 나가오 마리야, 나카무라 마리코、후지모토 사라, 모리 안나, 야마우치 스즈란, 요코야마 유이

### SKE48
- 팀S
  - 오야 마사나, 오노 하루카, 키노시타 유키코, 쿠와바라 미즈키, 신카이 리나(격하→투표 전에 졸업), 스다 아카리, 타카다 시오리, 데구치 아키, 나카니시 유카, 히라타 리카코, 히라마츠 카나코, 마츠이 주리나, 마츠이 레나, 마츠시타 유이(투표 전에 입후보 사퇴), 모리 사유키(격하→투표 전에 졸업), 야가미 쿠미
- 팀KII
  - 아카에다 리리나, 이구치 시오리, 이시다 안나, 우치야마 미코토, 오기소 시오리, 카토 토모코, 키토 모모나, 사이토 마키코, 사토 세이라, 사토 미에코, 타카야나기 아카네, 후루카와 아이리, 마츠모토 리나, 무카이다 마나츠, 야마다 레이카, 와카바야시 토모카
- 연구생
  - 아비루 리호, 이소하라 쿄카, 이마데 마이, 우에노 카스미, 카토 루미, 키자키 유리아、고토 리사코, 하타 사와코, 한다 아야네(투표 전에 졸업), 마츠무라 카오리, 마노 하루카, 야카타 미키, 야마다 에리카

## 결과
| 순위                                   | 이름              | 소속 | 득표수  | 중간 발표 | 중간 발표 | 속보   | 속보 | 전회 순위 |
| 순위                                   | 이름              | 소속 | 득표수  | 득표      | 순위      | 득표   | 순위 | 전회 순위 |
| -------------------------------------- | ----------------- | ---- | ------- | --------- | --------- | ------ | ---- | --------- |
| 01위                                   | 오시마 유코       | K    | 31448표 | 19465표   | 02위      | 6317표 | 02위 | 02위      |
| 02위                                   | 마에다 아츠코     | A    | 30851표 | 20966표   | 01위      | 6846표 | 01위 | 01위      |
| 03위                                   | 시노다 마리코     | A    | 23139표 | 13289표   | 04위      | 3765표 | 05위 | 03위      |
| 04위                                   | 이타노 토모미     | K    | 20513표 | 20513표   | 03위      | 3765표 | 04위 | 07위      |
| 05위                                   | 와타나베 마유     | B    | 20088표 | 12307표   | 05위      | 4072표 | 03위 | 04위      |
| 06위                                   | 타카하시 미나미   | A    | 17787표 | 9983표    | 06위      | 3319표 | 06위 | 05위      |
| 07위                                   | 코지마 하루나     | A    | 16231표 | 9252표    | 07위      | 2506표 | 10위 | 06위      |
| 08위                                   | 카시와기 유키     | B    | 15466표 | 8709표    | 08위      | 2985표 | 07위 | 09위      |
| 09위                                   | 미야자와 사에     | K    | 12560표 | 7683표    | 09위      | 2616표 | 09위 | 14위      |
| 10위                                   | 마츠이 주리나     | S    | 12168표 | 4091표    | 15위      | 1199표 | 18위 | 19위      |
| 11위                                   | 마츠이 레나       | S    | 12082표 | 6419표    | 10위      | 2673표 | 08위 | 29위      |
| 12위                                   | 카사이 토모미     | B    | 11080표 | 4532표    | 13위      | 1422표 | 13위 | 10위      |
| 이상 12명이 미디어 선발                |                   |      |         |           |           |        |      |           |
| 13위                                   | 타카조 아키       | A    | 11062표 | 6357표    | 11위      | 2252표 | 11위 | 23위      |
| 14위                                   | 미네기시 미나미   | K    | 9692표  | 4091표    | 15위      | 1345표 | 15위 | 16위      |
| 15위                                   | 오노 에레나       | K    | 9468표  | 4766표    | 12위      | 1558표 | 12위 | 11위      |
| 16위                                   | 키타하라 리에     | B    | 8836표  | 4414표    | 14위      | 1379표 | 14위 | 13위      |
| 17위                                   | 아키모토 사야카   | K    | 8049표  | 2621표    | 21위      | 718표  | 21위 | 12위      |
| 18위                                   | 사토 아미나       | B    | 6921표  | 3227표    | 19위      | 1275표 | 16위 | 08위      |
| 19위                                   | 사시하라 리노     | A    | 6704표  | 3357표    | 18위      | 1224표 | 17위 | 27위      |
| 20위                                   | 나카가와 하루카   | A    | 6567표  | 2726표    | 20위      | 977표  | 19위 | 권외      |
| 21위                                   | 미야자키 미호     | B    | 6371표  | 3369표    | 17위      | 961표  | 20위 | 18위      |
| 이상 21명이 선발 이하 19명이 언더 걸즈 |                   |      |         |           |           |        |      |           |
| 22위                                   | 오타 아이카       | A    | 6145표  | 2332표    | 22위      | 718표  | 21위 | 20위      |
| 23위                                   | 쿠라모치 아스카   | A    | 5355표  | 2278표    | 23위      | 704표  | 23위 | 21위      |
| 24위                                   | 오야 마사나       | S    | 4634표  | 1217표    | 27위      | 301표  | 32위 | 권외      |
| 25위                                   | 마스다 유카       | B    | 4137표  | 1644표    | 24위      | 653표  | 24위 | 25위      |
| 26위                                   | 히라지마 나츠미   | B    | 4106표  | 1633표    | 25위      | 602표  | 25위 | 26위      |
| 27위                                   | 이시다 하루카     | B    | 3235표  | 892표     | 31위      | 285표  | 34위 | 권외      |
| 28위                                   | 시마자키 하루카   | 연   | 3076표  | 835표     | 35위      | 권외   | 권외 | -         |
| 29위                                   | 니토 모에노       | K    | 2693표  | 1050표    | 28위      | 355표  | 28위 | 권외      |
| 30위                                   | 코모리 미카       | B    | 2613표  | 1430표    | 26위      | 487표  | 26위 | 권외      |
| 31위                                   | 사토 스미레       | B    | 2591표  | 869표     | 33위      | 344표  | 30위 | 권외      |
| 32위                                   | 우메다 아야카     | K    | 2499표  | 903표     | 29위      | 276표  | 35위 | 권외      |
| 33위                                   | 후지에 레이나     | K    | 2460표  | 880표     | 32위      | 352표  | 29위 | 권외      |
| 34위                                   | 요네자와 루미     | K    | 2171표  | 646표     | 38위      | 208표  | 40위 | 22위      |
| 35위                                   | 타카야나기 아카네 | KII  | 2030표  | 568표     | 40위      | 231표  | 38위 | 권외      |
| 36위                                   | 야마우치 스즈란   | 연   | 1945표  | 838표     | 34위      | 249표  | 37위 | -         |
| 37위                                   | 카타야마 하루카   | A    | 1935표  | 736표     | 36위      | 259표  | 36위 | 28위      |
| 38위                                   | 야가미 쿠미       | S    | 1909표  | 897표     | 30위      | 291표  | 33위 | 권외      |
| 39위                                   | 마츠바라 나츠미   | A    | 1854표  | 권외      | 권외      | 권외   | 권외 | 30위      |
| 40위                                   | 이시구로 아츠키   | 연   | 1603표  | 682표     | 37위      | 권외   | 권외 | -         |

- 40위에 들어간 이시구로 아츠키는 그 직후에 행해진 AKB48 제4회 팀 연구생 오디션(셀렉션 심사)에서 낙선되며 멤버로부터 빠졌다. 그렇기 때문에 언더 걸즈에 빈 자리가 생겼지만 41위가 맡는 조치를 취하지 않았다[3].
- 일부 멤버는 속보 시점에서 전회의 최종 득표수를 웃도는 등 총 투표수는 비약적으로 증가했다.

### 최종 결과는 권외이지만 속보 또는 중간 발표에서는 40위 안에 들어간 멤버
- 키쿠치 아야카 - 속보 27위 (357표), 중간 발표39위 (641표)
- 이시다 안나 - 속보 31위 (338표)
- 오바 미나 - 속보 39위 (214표)
- 마에다 아미 - 중간 발표 40위 (568표)

## 서적
- FRIDAY 편집부 (2010년 5월 12일). 《AKB48総選挙公式ガイドブック 2010》 [AKB48 총선거 공식 가이드북 2010]. 고단샤. ISBN 978-4063794540.
- 《AKB 48総選挙!水着サプライズ発表》 [AKB48 총선거! 수영복 서프라이즈 발표]. 슈에이샤. 2010년 8월. ISBN 978-4-0810-2137-6.

## DVD
- 《AKB48 DVD MAGAZINE Vol.4『AKB48 17thシングル選抜総選挙「母さんに誓って、ガチです」》 [AKB48 DVD MAGAZINE Vol.4 “AKB48 17th 싱글 선발 총선거 ‘어머니께 걸고 진짜입니다’”] (일본어). AKS. 2009년 9월 4일.